# Jilm na Charkovské ulici
Jilm na Charkovské ulici je památný strom registrovaný pod číslem 105161 AOPK, který roste uprostřed křižovatky ulic Charkovská a Dukelská v Olomouci. Nachází se mezi panelovými domy, kde svým vysokým kmenem a rozložitou korunou tvoří určitou dominantu. Je to mimořádně významný strom, jak z hlediska dendrologického, ekologického, tak estetického.

## Základní údaje
- název: Jilm v Charkovské ulici[1]
- druh: jilm horský (Ulmus glabra Huds.)[1]
- obvod kmene: 353 cm v době měření v roce 2009[3]
- výška stromu: 24 m v době v době měření v roce 2009[3]

- výška koruny: 19 m v době měření v roce 2009[3]

- šířka koruny: 21 m v době měření v roce 2009[3]

- věk: odhad 120 let[3]
- ochranné pásmo: kruh o poloměru 11 m, se středem ke kmeni stromu[1]
- památný strom ČR: od roku 2002[1]
- lokalizace: k.ú. Olomouc-město, pozemek p.č. 93/138,[1] ve vlastnictví Statutárního města Olomouc

## Popis
Jilm horský, někdy zvaný drsný a zastarale zvaný břest, roste uprostřed křižovatky ulic Charkovská a Dukelská v Olomouci. Nachází se na sídlišti, mezi panelovou výstavbou. Strom byl vyhlášen památným na základě rozhodnutí Magistrátu města Olomouce dne 24.10.2002, které nabylo právní moci dne 12.11. téhož roku. Jilm má velkou kulatou korunu s několika kosterními větvemi. V době jeho vyhlášení za památný strom (2002), dosahoval výšky 23 m, obvod jeho kmene činil 329 cm. Vzrostlý jilm je zdravý. Kolem stromu bylo zřízeno ochranné pásmo mající tvar kruhu o poloměru 11 m, se středem ke kmeni stromu, které je vyasfaltováno.

## Údržba stromu
Na kmeni i koruně stromu jsou vidět zřetelné stopy po pravidelně prováděném  zdravotně-bezpečnostním řezu.

## Památné stromy v okolí
- Špitálská lípa sv. Štěpána
- Buk u staré vrátnice
- Rudolfův dub
- Lípa u Klášterního Hradiska
- Čajkovského lípa
- Chválkovický buk
- Metasekvoje na Nových Sadech
- Metasekvoje na Střelnici
- Platany v ASO parku

## Galerie

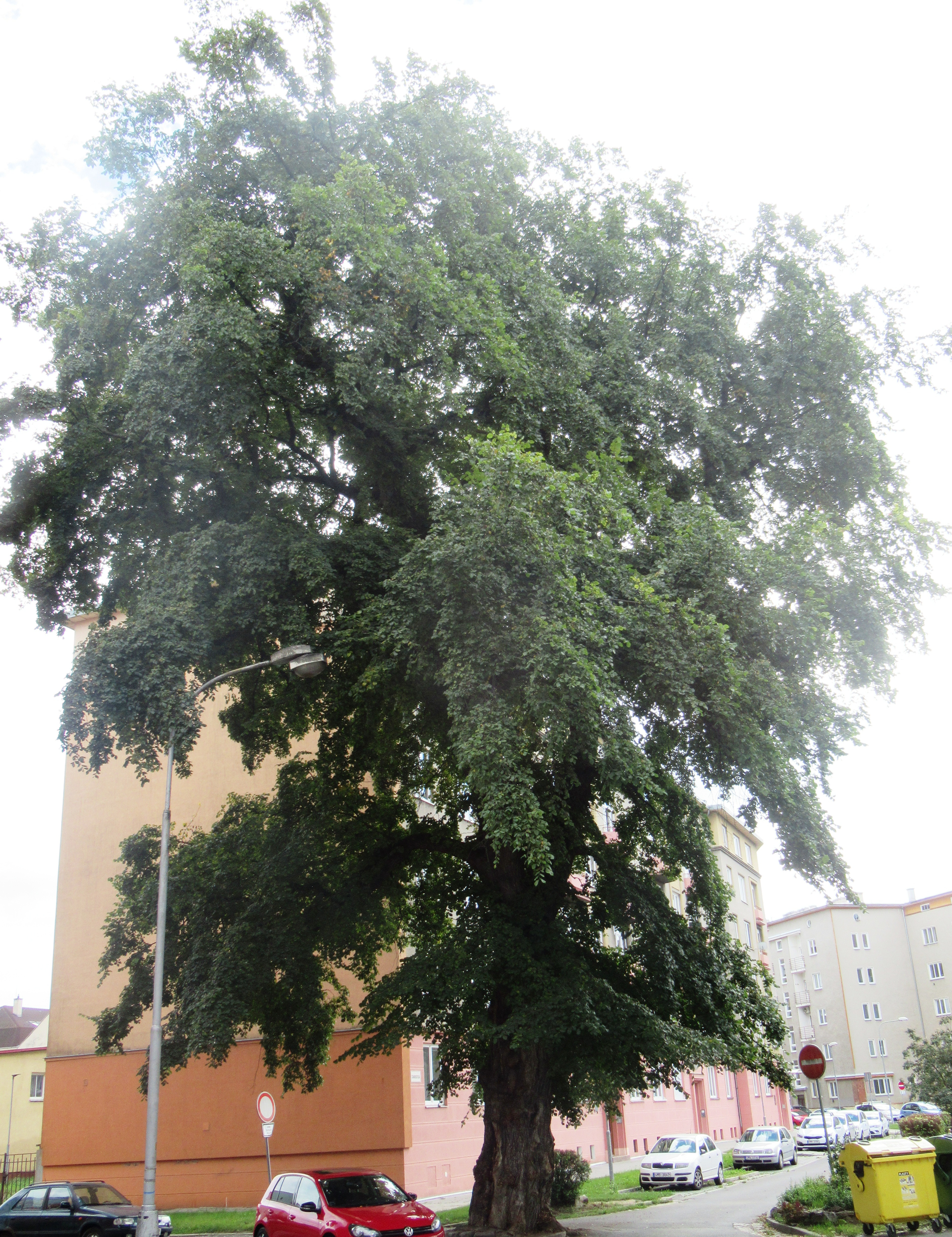
Jilm na Charkovské ulici, památný strom
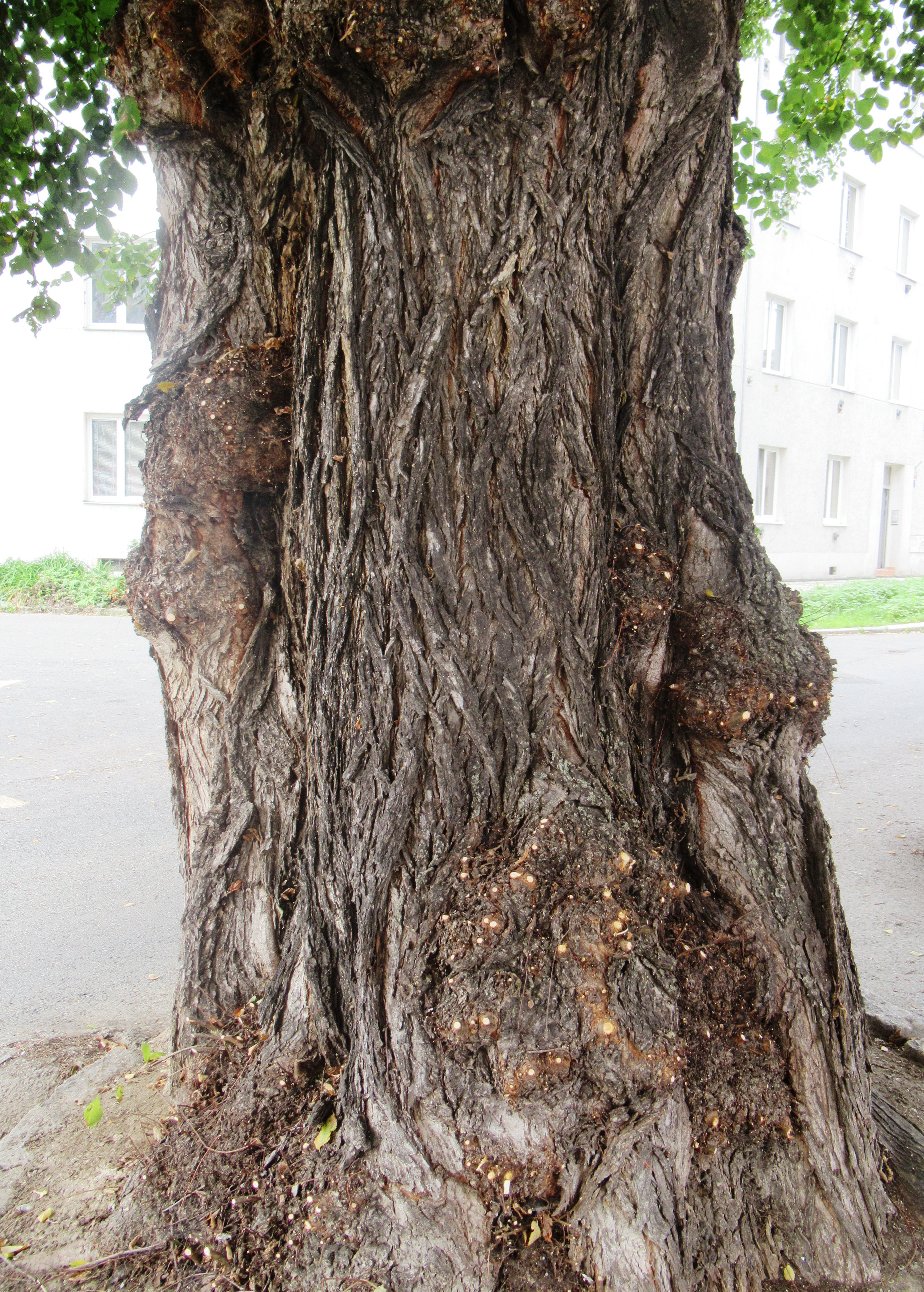
Kmen jilmu
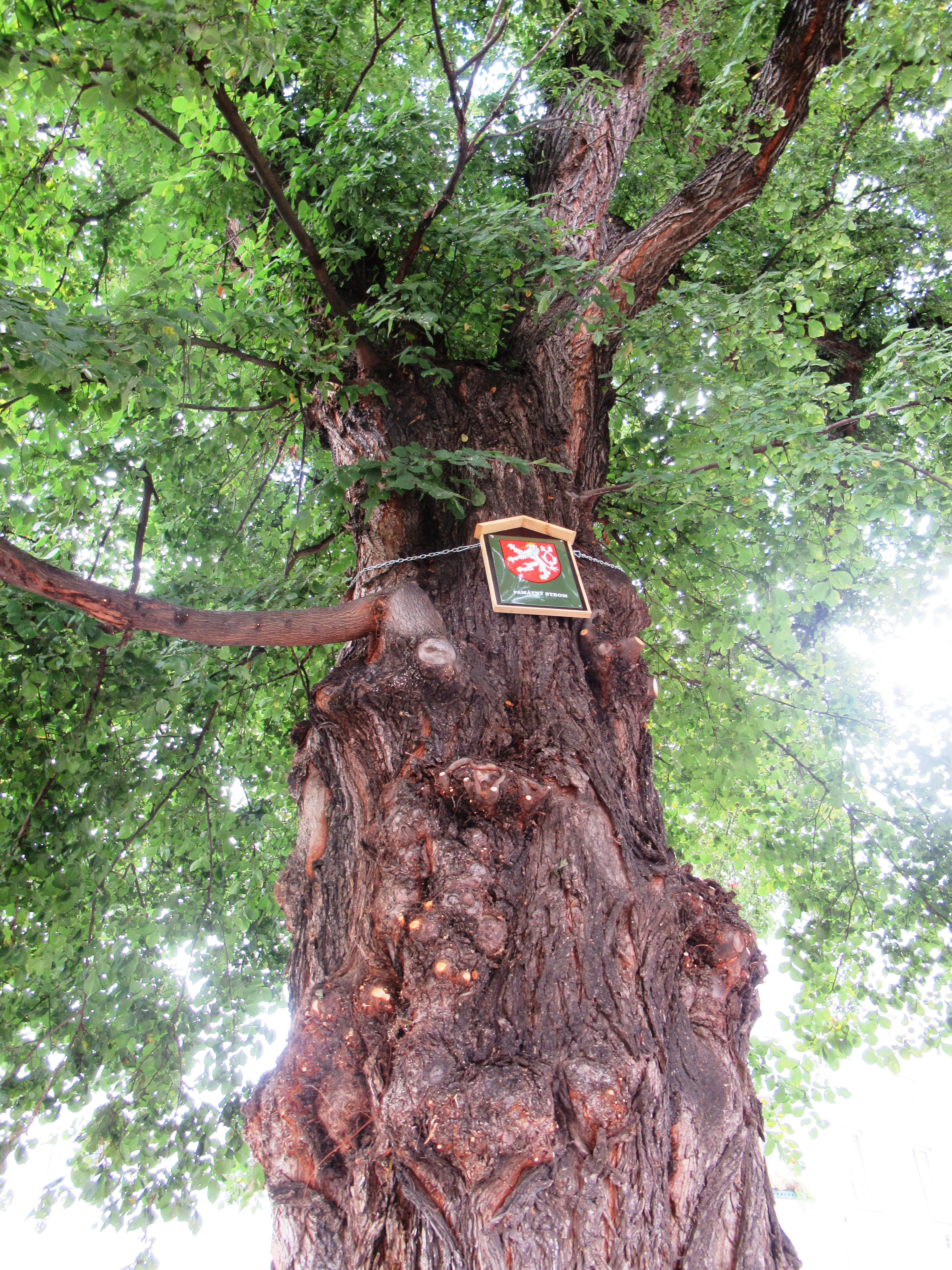
Označení památného stromu
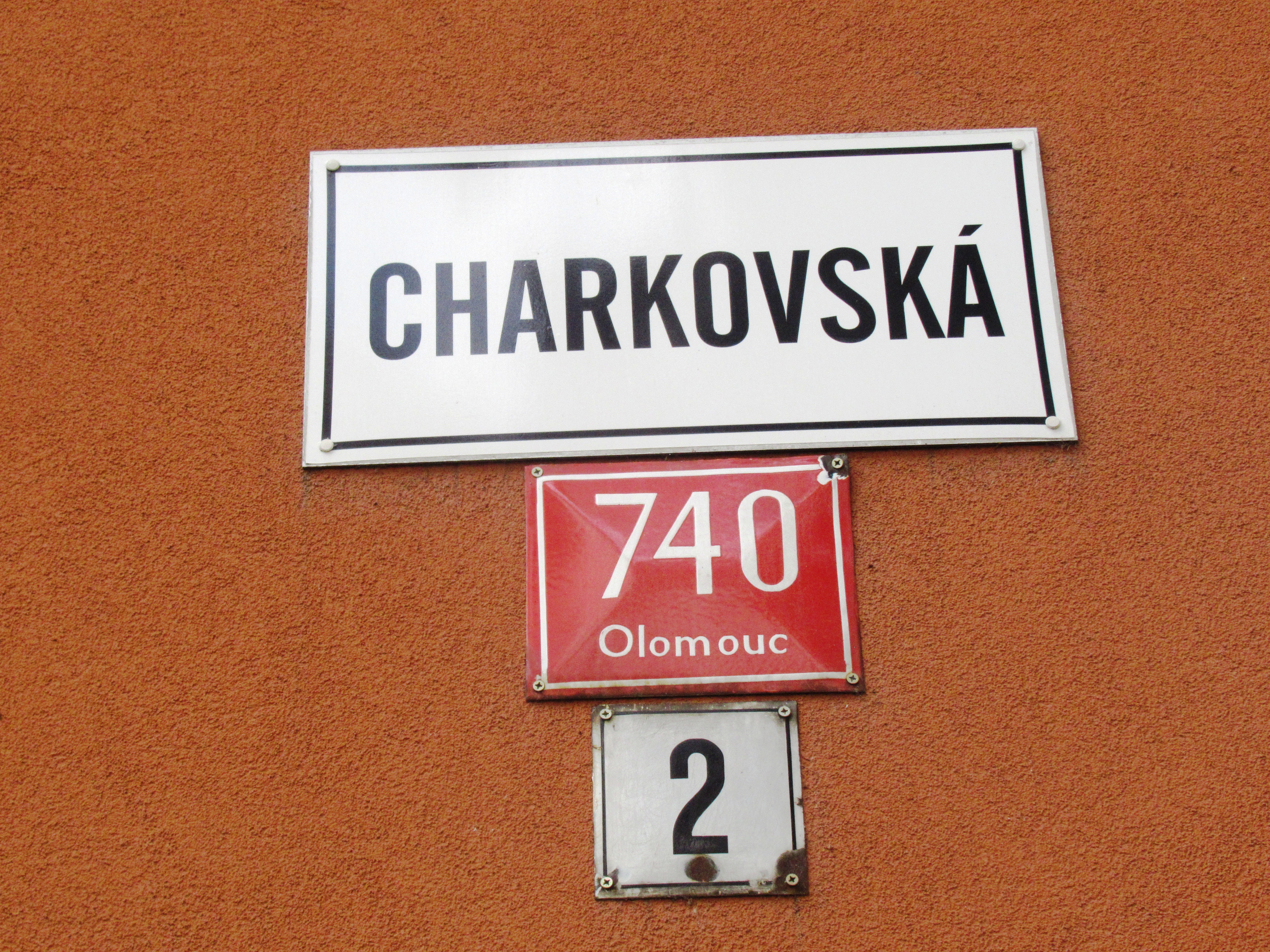
Označení místa památného stromu